# 3461 Mandelshtam
3461 Mandelshtam è un asteroide della fascia principale del diametro medio di circa 17,44 km. Scoperto nel 1977, presenta un'orbita caratterizzata da un semiasse maggiore pari a 2,3778205 UA e da un'eccentricità di 0,1358652, inclinata di 3,24556° rispetto all'eclittica.